# Gastrochaena carteri
Gastrochaena carteri is een tweekleppigensoort uit de familie van de Gastrochaenidae. De wetenschappelijke naam van de soort is voor het eerst geldig gepubliceerd in 1986 door Nielsen.